# Маккай, Энеас
Барон Энеас Маккай (нидерл. Æneas Mackay; 29 ноября 1839, Неймеген — 13 ноября 1909, Гаага) — нидерландский политический и государственный деятель, премьер-министр Нидерландов (20 апреля 1888—21 августа 1891), сенатор,  юрист. Член Антиреволюционной партии.

## Биография
Шотландского происхождения. С 1856 по 1862 год изучал право в университете Утрехта, некоторое время работал юристом.
В мае 1876 года был избран во Вторую палату Генеральных штатов. В 1884—1885 и 1901—1905 годах был её спикером.
Как парламентарий занимался различными вопросами: юстиции, образования, колоний, избирательного права.
С 1888 по 1890 год был министром внутренних дел Нидерландов, в 1890—1891 годах занимал пост министра колоний. С 1888 по 1891 год — премьер-министр Нидерландов.
Член Государственного совета Нидерландов.
Во время его правления был принят ряд мер в пользу частного образования, которые вызвали огромные споры и положили начало упадку либералов в голландской политике в конце 19 века.